# Domašín (Štědrá)
Domašín (německy Domaschin) je malá vesnice, část obce Štědrá v okrese Karlovy Vary v Karlovarském kraji. Nachází se asi pět kilometrů jihovýchodně od Štědré. Domašín leží v katastrálním území Domašín u Zbraslavi o rozloze 4,61 km².

## Historie
První písemná zmínka o vesnici pochází z roku 1253.

## Obyvatelstvo
Při sčítání lidu v roce 1921 zde žilo 92 obyvatel (z toho 38 mužů) německé národnosti a římskokatolického vyznání. Podle sčítání lidu z roku 1930 měla vesnice 115 obyvatel: 114 Němců a jednoho cizince. Všichni byli římskými katolíky.
|           | 1869 | 1880 | 1890 | 1900 | 1910 | 1921 | 1930 | 1950 | 1961 | 1970 | 1980 | 1991 | 2001 | 2011 | 2021 |
| --------- | ---- | ---- | ---- | ---- | ---- | ---- | ---- | ---- | ---- | ---- | ---- | ---- | ---- | ---- | ---- |
| Obyvatelé | 127  | 117  | 118  | 111  | 97   | 92   | 115  | 61   | 28   | 23   | 15   | 6    | 4    | 9    | 9    |
| Domy      | 23   | 23   | 23   | 23   | 22   | 22   | 21   | 17   | 7    | 7    | 4    | 3    | 3    | 4    | 5    |

## Obecní správa
Při sčítání lidu v letech 1869–1930 Domašín byl samostatnou obcí v okrese Žlutice. V roce 1950 byl osadou obce Chlum v okrese Toužim. V letech 1961–1974 byl částí obce Zbraslav v okrese Karlovy Vary. Od 1. ledna 1975 je částí obce Štědrá v okrese Karlovy Vary.